# Tiziana Sensi
Tiziana Sensi (Viterbo, 15 luglio 1970) è una regista e attrice italiana.

## Biografia
Nel 1992 e 1993 è nel cast di Non è la Rai, nel quale conduce un gioco telefonico. Successivamente debutta come attrice teatrale, televisiva e cinematografica. È anche interprete di fotoromanzi.
Nel 1999 fino ai primi mesi del 2000 è la guest star Cristina Morraca nella soap opera di RaiTre Un posto al sole. Successivamente, nel 2000 è nel cast delle miniserie tv Sospetti, regia di Luigi Perelli, in onda su Rai Uno, e L'impero, regia di Lamberto Bava.
Nel 2001  è una delle protagoniste nella serie tv Incantesimo 4, in onda su Rai Uno. Nel 2002 è protagonista nel film Encantado, regia di Corrado Colombo.
In seguito lavora soprattutto per il piccolo schermo, dove la ricordiamo nella soap opera di Rai 2, Cuori rubati (2002),  la serie R.I.S. 3 - Delitti imperfetti (2007), e le miniserie I liceali (2008) e I liceali 2 (2009), entrambe dirette da Lucio Pellegrini e trasmesse prima su Joi e poi su Canale 5.
Parallelamente all'attività di attrice, dal 2000 si occupa di disabilità. Inizia il suo percorso teatrale sulla disabilità visiva nel 2000 all'Istituto Sant'Alessio di Roma, portando avanti l'attività fino al 2001. Qui ha conosciuto Gerry Longo, insieme al quale, dal 2003 al 2006, ha studiato e ricercato, attraverso una serie di lezioni di teatro individuale, comprendendo che attraverso l'utilizzo di varie tecniche teatrali, una persona non vedente può arrivare a muoversi nello spazio con una maggiore padronanza di sé. Così, nel febbraio del 2006, hanno inaugurato insieme un laboratorio teatrale integrato composto da non vedenti, ipo-vedenti, vedenti ed artisti professionisti, da lei gestita e di cui ne detiene anche la direzione artistica.
Punto d'approdo di questo lavoro è lo spettacolo teatrale Un salto nel buio, andato in scena nel dicembre del 2006 al Teatro Colosseo di Roma, primo spettacolo interamente scritto ed interpretato da undici ragazzi non vedenti, che ha avuto come testimonial Massimo Dapporto. Lo spettacolo è anche approdato il 30 luglio 2008 al "FiuggiFamilyFestival", il primo festival cinematografico per la famiglia diretto da Pupi Avati. Nel dicembre del 2008 si è occupata ancora di teatro nobile, nella cornice di Corviale (Roma). Nell'ambito di un progetto di riqualificazione sociale di quest'area soggetta al degrado, ha portato in scena insieme ai ragazzi del suo laboratorio il romanzo Condominio Occidentale, scritto da Paola Musa, dove l'attrice legge insieme ad artisti non vedenti e normodotati. Nel 2009 ha scritto insieme a Paola Musa il copione teatrale di Condominio Occidentale, messo in scena nella stagione teatrale 2010/2011. Lo spettacolo Condominio Occidentale ha ricevuto l'Alta Medaglia dal Presidente della Repubblica Giorgio Napolitano.

## Filmografia parziale

### Cinema
- Nostalgia di un piccolo grande amore, regia di Antonio Bonifacio (1991)
- A Dio piacendo, regia di Filippo Altadonna (1995)
- Quentin, regia di Armando Cattarinich (1998)
- Una furtiva lacrima, regia di Riccardo Sesani (1999)
- Encantado, regia di Corrado Colombo (2002)

### Televisione
- Classe di ferro, regia di Bruno Corbucci - Serie TV - Italia 1 (1990)
- Sogno, regia di Giuseppe Tarocco - Film TV (1990)
- I ragazzi del muretto, regia di Tomaso Sherman - Serie TV - Rai 2 (1991)
- Edera, regia di Fabrizio Costa - Telenovela - Canale 5 (1992)
- Stasera mi butto, regia di Michele Mirabella - Miniserie TV - Rai 2 (1992)
- L'ispettore anticrimine, regia di Paolo Fondato - Miniserie TV - Rai 2 (1993)
- Un posto al sole, regia di vari - Soap opera - Rai 3 (1999)
- Sospetti, regia di Luigi Perelli - Miniserie TV - Rai 2 (2000)
- L'impero, regia di Lamberto Bava - Miniserie TV (2000)
- Incantesimo 4, regia di Alessandro Cane e Leandro Castellani - Serie TV - Rai Uno (2001)
- Cuori rubati, registi vari - Soap opera - Rai Due (2002)
- Nove mesi, regia di Andrea Puliafito - Miniserie TV - Rai 1 (2004)
- R.I.S. 3 - Delitti imperfetti, regia di Pier Belloni – Serie TV,  episodio 3x12 - Canale 5 (2007)
- I liceali, regia di Lucio Pellegrini - Serie TV - Joi - Canale 5 (2008-2009)

## Teatro
- Revisionando l'avanspettacolo (regia di A. Levante, teatri vari)
- Amici per gioco amici per sesso (regia di B. Montefusco)
- Shopping (regia di A. Cattarinich)
- Violence (regia di A. Cattarinich)
- Regine (regia di M. Belli, Taormina Arte, 2000)
- Raw (rassegna curata da R. Di Giammarco)
- Come cucinarsi il marito (regia di M. Anaclerio con Bebo Storti 2003/4)
- Donne e potere (regia di Lucia Vasini con Gigio Alberti 2004)
- Anima in tempesta (regia di F. Balestra con L. Ciompi – F. Bucci – 2004/5)
- Dentro di me accade (regia di M. Fedele monologo 2005/06)
- Bonjour madame bonne nuit monsieur (di e con Lucia Vasini e Tiziana Sensi 2005)
- Medea (stagione estiva 2006)
- Un salto nel buio (con undici attori non-vedenti scritto e diretto da Tiziana Sensi 2006)
- 8 donne e un mistero (regia di Claudio Insegno 2007/09)
- Mai più violenza sulla donna (reading Amnesty International 2008)
- Condominio occidentale (reading 2009)
- La strada all'altezza degli occhi (protagonista D. Diamanti, regia A. Cianca 2010)

## Programmi televisivi
- Non è la Rai (1992-1993)
- Ciak, i set del mondo (2000-2001) - Conduttrice